# Трипалладийгептагадолиний
Трипалла̀дийгептагадоли́ний — бинарное неорганическое соединение, интерметаллид
палладия и гадолиния
с формулой Gd7Pd3,
кристаллы.

## Получение
- Сплавление стехиометрических количеств чистых веществ:

{\displaystyle {\mathsf {3Pd+7Gd\ {\xrightarrow {812^{o}C}}\ Gd_{7}Pd_{3}}}}

## Физические свойства
Трипалладийгептагадолиний образует кристаллы гексагональной сингонии, параметры ячейки a = 0,9980 нм, c = 0,6276 нм, Z = 1

.
Соединение образуется по перитектической реакции при температуре 812 °C.
Обладает высоким магнитокалорическим эффектом
.